# Dicranomyia comoroensis
Dicranomyia comoroensis är en tvåvingeart som först beskrevs av Alexander 1959.  Dicranomyia comoroensis ingår i släktet Dicranomyia och familjen småharkrankar.
Artens utbredningsområde är Komorerna. Inga underarter finns listade i Catalogue of Life.